# Kirkby-in-Ashfield
Kirkby-in-Ashfield is een plaats en civil parish in het bestuurlijke gebied Ashfield, in het Engelse graafschap Nottinghamshire met 25.265 inwoners.